# Laurel et Hardy toréadors
Pour plus de détails, voir Fiche technique et Distribution.
Laurel et Hardy toréadors (titre original : The Bullfighters) est un film américain réalisé par Malcolm St. Clair, sorti en 1945, mettant en scène Laurel et Hardy.

## Fiche technique
- Titre original : The Bullfighters
- Titre français : Laurel et Hardy toréadors
- Réalisation : Malcolm St. Clair
- Scénario : Scott Darling, Henry Lehrman et George O'Hara
- Photographie : Norbert Brodine
- Costumes : Bonnie Cashin
- Montage : Stanley Rabjohn
- Producteur : William Girard
- Société de production et de distribution : 20th Century Fox
- Pays d’origine :  États-Unis
- Langue : anglais
- Format : Noir et blanc — 35 mm — 1,37:1 — Son : Mono
- Genre : Comédie
- Longueur : six bobines
- Date de sortie : 
  - États-Unis : mai 1945

## Distribution
Source principale de la distribution :
- Stan Laurel : Stanley Laurel
- Oliver Hardy : Oliver Hardy
- Margo Woode : Señorita Tangerine
- Richard Lane : 'Hot Shot' Coleman
- Carol Andrews : Hattie Blake
- Diosa Costello : Conchita

Parmi la distribution non créditée :
- Rory Calhoun : El Brillante, le matador dégoûté
- Edward Gargan : Vasso
- Jay Novello : Luis, le maître d'hôtel
- Emmett Vogan : le procureur
- Hank Worden : M. McCoy